# Reduvius
Genre
Reduvius est un genre d'insectes hémiptères, un « réduve » du sous-ordre des hétéroptères (punaises).

## Espèces rencontrées en Europe
Selon Fauna Europaea (24 aout 2015) :
- Reduvius carinatus
- Reduvius diabolicus
- Reduvius jakovleffi
- Reduvius minutus
- Reduvius pallipes
- Reduvius personatus (Linné, 1758) - « Réduve masqué »
- Reduvius ribesi
- Reduvius tabidus
- Reduvius testaceus
- Reduvius villosus